# Lista de bolas oficiais do Campeonato Europeu de Futebol
Este artigo traz uma lista com o nome das bolas usadas nos Campeonatos Europeus de Futebol.

## Eurocopa
| Edição | País-Sede         | Bola oficial               | Produtor | Imagem                                 | Descrição |
| ------ | ----------------- | -------------------------- | -------- | -------------------------------------- | --- |
| 1968   | Itália            | Telstar Elast              | Adidas   |                                        | Mesmas características da Adidas Tango |
| 1972   | Bélgica           | Telstar                    | Adidas   |                                        | Mesmas características da Adidas Tango |
| 1976   | Iugoslávia        | Telstar Durlast            | Adidas   |                                        | Mesmas características da Adidas Tango |
| 1980   | Itália            | Tango River Plate          | Adidas   |                                        | Mesmas características da Adidas Tango |
| 1984   | França            | Tango Mundial              | Adidas   |                                        | Mesmas características da Adidas Tango |
| 1988   | Alemanha          | Tango Europa               | Adidas   |                                        | Mesmas características da Adidas Tango |
| 1992   | Suécia            | Etrusco Único              | Adidas   |                                        | A mesma bola usada na Copa de 1990 |
| 1996   | Inglaterra        | Questra Europa             | Adidas   |                                        | Mesmas características da Adidas Questra |
| 2000   | Bélgica           | Terrestra Silverstream     | Adidas   |                                        | Similar à Adidas Tricolore, mas com um desenho de triângulos mais tradicional. |
| 2004   | Portugal          | Roteiro                    | Adidas   |                                        | O nome é uma referência às grandes explorações marítimas portuguesas no século XV e no século XVI. Pela primeira vez em um torneio oficial, cada bola só foi personalizada para cada jogo, com o nome das equipes em campo, data, nome e outros detalhes do como o estádio como coordenadas terrestres. Foi também a primeira bola a ser feita com uma técnica de termosolda desenvolvida pela Adidas. |
| 2008   | Áustria e Suíça   | Europass e Europass Gloria | Adidas   | Ficheiro:Adidas Europass regular.jpg · | O nome tem vários significados: além de indicar a passagem da bola entre jogadores (pass, ou passe, em português), indica também a cooperação entre os dois países anfitriões, Áustria e Suíça, e entre os adeptos das equipas participantes na fase final. Assim como a + Teamgeist é composta por 14 painéis curvos soldados com calor e personalizados para cada data de local de jogo, as equipes em campo. Para a partida final foi feita uma versão especial, a Adidas europass Gloria, caracterizada do que o normal com a presença da imagem dentro do copo círculo preto acima do nome da di em que a bola em sua superfície. Uma versão mais colorida foi preparada para a Copa africana de Nações do mesmo ano. |
| 2012   | Polónia e Ucrânia | Tango 12 e Tango 12 Gloria | Adidas   |                                        | |
| 2016   | França            | Beau Jeu e Fracas          | Adidas   |                                        | |

## Eurocopa Feminina
| Edição | País-Sede | Bola oficial | Produtor | Imagem | Descrição                   | Ref.  |
| ------ | --------- | ------------ | -------- | ------ | --------------------------- | ----- |
| 2009   | Finlândia | Terrapass    | Adidas   |        | muito semelhante à Europass | [ 2 ] |